# Resolutie 1723 Veiligheidsraad Verenigde Naties
Resolutie 1723 van de Veiligheidsraad van de Verenigde Naties werd op 28 november 2006 unaniem aangenomen door de VN-Veiligheidsraad, en stemde op vraag van Irak in met de voortzetting van de door de Verenigde Staten geleide multinationale bezettingsmacht in het land.

## Achtergrond
Op 2 augustus 1990 viel Irak zijn zuiderbuur Koeweit binnen en bezette dat land. De Veiligheidsraad veroordeelde de inval diezelfde dag middels resolutie 660, en later kregen de lidstaten carte blanche om Koeweit te bevrijden. Eind februari 1991 was die strijd beslecht en legde Irak zich neer bij alle aangenomen VN-resoluties. Het land werd vervolgens verplicht te ontwapenen door onder meer al zijn massavernietigingswapens te vernietigen. Daaraan werkte Irak echter met grote tegenzin mee, tot grote woede van de Verenigde Staten, die het land daarom in 2003 opnieuw binnenvielen.
Een door de VN geleide overgangsregering werd in 2004 opgevolgd door een Iraakse. In 2005 werd een nieuwe grondwet aangenomen en vonden verkiezingen plaats, waarna een coalitie werd gevormd. In de tussentijd werd het land echter geplaagd door sektarisch geweld en bleven er vele slachtoffers vallen door de talloze terreuraanslagen.

## Inhoud

### Waarnemingen
Op een dag moest het Iraakse leger opnieuw zelf instaan voor de veiligheid van Irak. Intussen werd vooruitgang geboekt met de opleiding en uitrusting van dat leger, dat reeds de verantwoordelijkheid voor de veiligheid in Muthanna en Dhi Qar had gekregen.
Ook werd nog voortgewerkt aan een democratisch verenigd Irak waarin de mensenrechten worden gerespecteerd. De dialoog en verzoening waren vitaal en sektarisme werden verworpen. Van hen die het politieke proces met geweld
probeerden tegen te houden werd geëist dat ze de wapens neerlegden en deelnamen.

### Handelingen
Op vraag van Irak zelf was de multinationale troepenmacht in het land nog steeds aanwezig. Het mandaat van die macht werd verlengd tot 31 december 2007. Dat mandaat zou uiterlijk op 15 juni 2007 herzien worden, maar kon ook op verzoek van Irak ook al eerder beëindigd worden.
Voorts werden ook de met resolutie 1483 getroffen regelingen inzake de Iraakse olie-inkomsten verlengd tot eind 2007.

### Annex I
Net als bij de vorige verlenging was ook bij deze resolutie een brief van de Eerste Minister van Irak, nu Nuri Kamel al-Maliki, gevoegd waarin deze de
verlenging van de door de VS geleide macht vroeg.

### Annex II
Eveneens was opnieuw een brief van de Amerikaanse Minister van Buitenlandse Zaken Condoleezza Rice toegevoegd, waarin zij verklaarde dat haar land bereid was de multinationale macht die het leidde voort te zetten.

## Verwante resoluties
- Resolutie 1637 Veiligheidsraad Verenigde Naties (2005)
- Resolutie 1700 Veiligheidsraad Verenigde Naties
- Resolutie 1762 Veiligheidsraad Verenigde Naties (2007)
- Resolutie 1770 Veiligheidsraad Verenigde Naties (2007)

Lijst ·  1652 ·  1653 ·  1654 ·  1655 ·  1656 ·  1657 ·  1658 ·  1659 ·  1660 ·  1661 ·  1662 ·  1663 ·  1664 ·  1665 ·  1666 ·  1667 ·  1668 ·  1669 ·  1670 ·  1671 ·  1672 ·  1673 ·  1674 ·  1675 ·  1676 ·  1677 ·  1678 ·  1679 ·  1680 ·  1681 ·  1682 ·  1683 ·  1684 ·  1685 ·  1686 ·  1687 ·  1688 ·  1689 ·  1690 ·  1691 ·  1692 ·  1693 ·  1694 ·  1695 ·  1696 ·  1697 ·  1698 ·  1699 ·  1700 ·  1701 ·  1702 ·  1703 ·  1704 ·  1705 ·  1706 ·  1707 ·  1708 ·  1709 ·  1710 ·  1711 ·  1712 ·  1713 ·  1714 ·  1715 ·  1716 ·  1717 ·  1718 ·  1719 ·  1720 ·  1721 ·  1722 ·  1723 ·  1724 ·  1725 ·  1726 ·  1727 ·  1728 ·  1729 ·  1730 ·  1731 ·  1732 ·  1733 ·  1734 ·  1735 ·  1736 ·  1737 ·  1738